# Prehistorie van Kirgizië

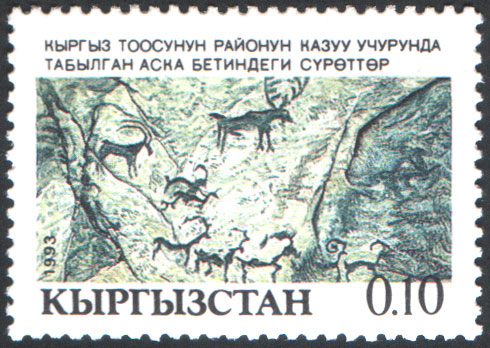
Postzegel met rotskunst uit Kirgizië

De prehistorie van Kirgizië omvat de vroege geschiedenis van Kirgizië van de steentijd tot de vroege ijzertijd.

## Paleolithicum

### Vroegpaleolithicum
Sporen van de activiteit van vroege mensen op het grondgebied van het huidige Kirgizië gaan terug naar de vroegpaleolithische tijdperk.
Een archeologische vindplaats uit het vroegpaleolithicum van de Tiensjan in het noorden van Kirgizië is het Salamat-Bulak-complex van drie sites, Boz-Barmak, Agôlôn̦ en Salamat Bulak aan het westelijke einde van de Ysykköl, waar ongeveer duizend stenen werktuigen werden ontdekt.
In 1953 werd een stenen werktuig gevonden in de centrale Tiensjan, aan de linkeroever van de On-Arča. De techniek van gereedschapsverwerking maakte het mogelijk om de tijd van vervaardiging te dateren als 300.000 BP, aan het einde van het vroegpaleoliticum.
De menselijke schedel, tanden en opperarmbeen die in de jaren 1980 door Sovjet-archeologen in de Sel-Ùn̦kùrgrot, nabij Ajdarken in de Ferghanavallei, werden gedateerd op 126.000 BP en geïnterpreteerd als behorend tot een late vorm van Homo erectus. De stenen werktuigen in Sel-Ùn̦kùr dateren uit het Acheuléen, dat wil zeggen 800-120.000 BP.  
In het zuiden van Kirgizië werden ongeveer twintig vroeg- tot middenpaleolithische sites gevonden, waaronder Kozu-Baglan, Palman, Uč-Korgon, Kožo-Kajyr en anderen.

### Laatpaleolithicum
In de afgelopen jaren zijn in Kapčygaj en Ùjtaš-Saj in Kadamžaj, Kalmak-Taš in de Kočkor-vallei en Teke-Sekirik in Naryn stenen werktuigen gevonden die dateren uit het laatpaleolithicum.

## Mesolithicum
Tot de meest uitgebreid bestudeerde mesolithische sites in Kirgizië behoren de Obiširgrotten, stroomopwaarts van de rivier de Soh in de regio Batken. De oudste mesolithische laag van de site Obišir-5 in het Alajgebergte dateerde uit ongeveer 20.000 BP.     
De mesolithische laag van de site Ajgyržal 2 dateerde van ongeveer 13.000 BP.
Een andere mesolithische site in Kirgizië is de Taš-Kômùrgrot. Het werd onderzocht nabij de stad Taš-Kômùr, vóór de bouw van de waterkrachtcentrale van Taš-Kômùr.

## Neolithicum

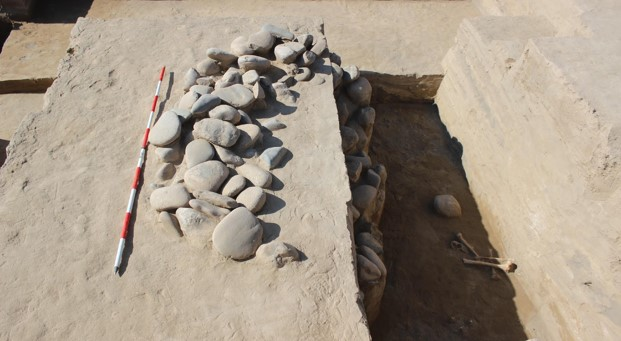
Stenen structuur en menselijke resten bij Ajgyržal 2

In 2012 werd op de sites Ajgyržal en Alamyšyk, ten westen van de stad Naryn, een cultuurlaag ontdekt uit het neolithicum. De werktuigen waren gemaakt van een hoogwaardige steensoort, namelijk chalcedoon.
Een DNA-onderzoek aan resten van schapen uit de Obišir-5-grot toonden dat in het 6e millennium v.Chr. deze exemplaren waren gedomesticeerd: hun genetische lijnen lagen binnen de diversiteit van gedomesticeerde schapen. Tandcementanalyse suggereerde mogelijke weideslachting in het najaar. De mensen in Obišir begonnen ten minste 4.300 BP schapen, geiten en runderen te weiden.
De ontdekking van stenen sikkels die gebruikt werden voor het oogsten van wilde granen en gras in de neolithische lagen van de  Obišircultuur was een belangrijke doorbraak.

## Kopertijd

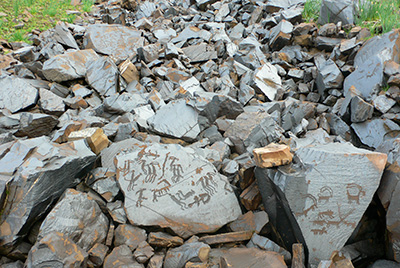
petrogliefen van Sajmaluu-Taš

De kopertijd wordt vertegenwoordigd door rotstekeningen in het Sajmaluu-Taš-gebied, een cultuscentrum uit de koper- en bronstijd. Daarnaast zijn er echter in Kirgizië nog geen sites uit de kopertijd ontdekt en bestudeerd.

## Bronstijd
De bronstijd in Kirgizië wordt gekenmerkt door twee cultuurgebieden, namelijk de Andronovo- en Chust-culturen.

### Andronovocomplex
Tegen 1800-1500 v. Chr. kwam de Andronovocultuur naar het grondgebied van de Tiensjan. Sites zijn gevonden in Xinjiang, de Tiensjan en Pamir. In Kirgizië zijn sites van twee Andronovo-subculturen te vinden, de Alakoel- en Fjodorovkacultuur. 
De Andronovo-vondsten in Ajgyrzjal-2 dateren uit 1881-1426 v.Chr. De Ajgyrzjal-3-grafheuvels dateren uit de periode tussen 1745 en 1565 v.Chr. Het DNA van twee begraven mensen uit de heuvels Nr. 67 en Nr. 67a van Ajgyrzjal-2 geeft aan dat deze mensen genetisch verwant waren aan de mensen van de Botaicultuur van de kopertijd in Kazachstan. Te oordelen naar de archeobotanische studie van de Ajgyrzjal-2-site beoefenden de mensen aan het einde van het 3e - begin van het 2e millennium v.Chr. een soort gemengde veeteelt, zoals blijkt uit tarwe- en gerstkorrels, naast botten van gedomesticeerde paarden en schapen/geiten, die ca. 1600 v. Chr. in een rituele put werden begraven.
Volgens paleozoologen bestond het voedsel in de sites van de Androncultuur voor 60-70% uit rundvlees, voor 10% uit schapenvlees en voor 20-30% uit paardenvlees. Afgaande op de aardewerkresten kan men een overvloed aan zuivelproducten verwachten.
Uit de pastorale en sedentaire stammen vormden zich van het midden van het 2e tot begin 1e millennium v.Chr. de gemeenschappen van de Chustcultuur.

### Chustcultuur
Volgens het archeologisch onderzoek waren de Chust-nederzettingen kleine dorpen met een gevestigde materiële cultuur van een sedentair volk dat leefde van landbouw. De meeste nederzettingen van de Chustcultuur bevonden zich aan de oevers van de rivieren Žasy, Taldy-Suu en Kara-Darja in het oostelijke deel van de Ferganavallei.
Metalen voorwerpen van de Chust-cultuur werden onderworpen aan spectraalanalyse. Vastgesteld werddat de meeste ervan uit brons gegoten waren. Eén groep bevatte 3-7% tin, de andere groep meer dan 5% arseen. Tegelijkertijd werd het Fergana-brons gekenmerkt door een hoog gehalte aan lood, bismut en antimoon, elementen die in de Ferganavallei veel voorkwamen. 
Brons werd gebruikt voor de vervaardiging van gereedschappen (sikkels, bijlen, messen, enz.), oorlogswapens (speerpunten, bogen), paardentuig (bitten), decoratieve en huishoudelijke artikelen (spiegels, kralen en hangers).
Aan het einde van de bronstijd verspreidden zich nomadische volkeren naar de gebieden van Kirgizië, die hirgisüür en hertenstenen uit het oosten meebrachten.  

## IJzertijd
De vroege ijzertijd in Kirgizië is nauw verbonden met de nomadische stammen van de Saken, Massageten, Wusun, Xiongnu, Yuezhi, Kangju en het land Dayuan.

### Saken
De Sakische cultuur werd voornamelijk bestudeerd aan de hand van archeologische vindplaatsen in Kirgizië en Kazachstan. Overblijfselen uit die tijd zijn onder andere rotstekeningen, aardewerk en sieraden met dierenmotieven.

### Wusun
In de 2e eeuw v.Chr. woonden de Wusun in de regio Dunhuang en de bovenloop van de Gele Rivier. Halverwege de 2e eeuw (rond 160 v.Chr.) trokken ze naar de oostelijke Tiensjan, veroverden de lokale bevolking en vestigden zich in de regio's Ili en Ysykköl, Tiensjan en Alaj. Volgens de archeologische gegevens vermengden de resten van de plaatselijke Saken zich met de Wusun. De archeologische sites van de Saken en Wusun lijken op elkaar.

### Xiongnu
Archeologen hebben geprobeerd sporen van de Xiongnu te vinden in de Tiensjan en het Zevenstromenland. Nadat hij de Kenkol-begraafplaatsen langs de Talas had opgegraven, vermoedde Aleksandr Bernsjtam dat de site van de Xiongnu afkomstig was. Volgens Bernsjtam bewezen de vondsten uit de Kenkol-begraafplaatsen dat de Xiongnu het Zevenstromenland meerdere malen bezochten en zich vermengden met de lokale bevolking. Deze mening werd later echter niet door verder bewijsmateriaal bevestigd. Etnisch gezien waren de mensen van de Kenkolcultuur verbonden met de Kangju. Het uiterlijk van de nomadische Kangju is duidelijk te zien op afbeeldingen op beenplaten die bij de Orlat-site zijn gevonden.